# Hrachovo
Hrachovo (węg. Rimaráhó) – wieś (obec) na Słowacji położona w kraju bańskobystrzyckim, w powiecie Rymawska Sobota. Pierwsze wzmianki o miejscowości pochodzą z roku 1353.
Według danych z dnia 31 grudnia 2012, wieś zamieszkiwało 868 osób, w tym 441 kobiet i 427 mężczyzn.
W 2001 roku rozkład populacji względem narodowości i przynależności etnicznej wyglądał następująco:
- Słowacy – 97,34%
- Czesi – 0,58%
- Romowie – 0,12%
- Węgrzy – 1,62%

Ze względu na wyznawaną religię struktura mieszkańców kształtowała się w 2001 roku następująco:
- Katolicy rzymscy – 63,54%
- Grekokatolicy – 0,93%
- Ewangelicy – 18,29%
- Ateiści – 12,73%
- Nie podano – 3,47%